# Phil Imray
Phil Imray (nascut el 22 de febrer de 1984) és un futbolista anglès que actualment juga com a porter pel Team Wellington del Campionat de Futbol de Nova Zelanda.

## Trajectòria esportiva
Imray va iniciar la seva carrera futbolística a Anglaterra amb el Worcester City on hi va estar del 1999 al 2000. La temporada següent se n'anà a l'Archdales i el 2001 Imray se n'anà a Nova Zelanda a jugar amb el Western Suburbs.
La temporada 2006-2007 Imray debutà en el futbol professional en ser contractat pel YoungHeart Manawatu. Però el contracte amb el club tan sols durà una temporada i va ser transferit al Team Wellington on jugaria en la temporada 2007-2008.
El 2008 va estar una estona amb l'Hibernian F.C. d'Escòcia on no va ser contractat al fallar els estàndards del club. Al retornar a Nova Zelanda va firmar un contracte curt amb el Wellington Phoenix on seria cedit per una temporada. El 2011 va ser cedit de nou al Wellington Phoenix.
Amb el Team Wellington l'anglès Phil Imray ha jugat, comptant les interrupcions de l'Hibernian i el Wellington Phoenix, en quasi seixanta partits des del 2007. Ha aconseguit no concedir cap gol en quasi vint partits.

## Palmarès
- Copa White Ribbon (1): 2011-12.